# Old Yeller Belly
«Old Yeller Belly» (рус. Трусливый пёс) — девятнадцатый эпизод четырнадцатого сезона мультсериала «Симпсоны». Впервые вышел в эфир 4 мая 2003 года.

## Сюжет
Барт устраивает собрание своих друзей в своём домике на дереве. А Лиза устраивает собрание своих подружек в своей комнате. Мальчики решают подслушать, что о них говорят девчонки. Мальчик по прозвищу «База Данных» устанавливает возле окна комнаты Лизы подслушивающую раковину, а Барт, имитируя голос матери, говорит, что у Лизы большая попа. Девочки замечают подслушивающий прибор и решают его отобрать. Между двумя полами происходит соревнование в стиле «перетягивание каната», в результате чего они разрушают домик на дереве. Гомер решает построить сыну новый домик. Леса для будущей постройки отец с сыном берут с железной дороги (сняв с неё шпалы и таким образом создав экстремальный аттракцион для пассажиров проезжающего поезда). Гомер решает лично построить домик, но серьёзная работа превращается в весёлую игру с инструментами вместе с Бартом. Посмотрев на работу отца и сына, Мардж решает ускорить процесс и с помощью специального звоночка призывает к дому Симпсонов амишей — трудолюбивых людей, предпочитающих жить по старинке. Изобретательные амиши быстро сооружают впечатляющий дом на дереве благодаря своему трудолюбию. Вечером состоялось торжественное открытие нового домика на дереве Барта. Пришли все друзья и знакомые Симпсонов. К сожалению, Гомер совершил большую ошибку, пожелав провести в домике Барта электричество: дом-то деревянный! Малейшие искорки — и домик горит как спичка! Всем гостям удаётся сбежать из горящего дома, только Гомера забаррикадировал огонь, плюс на него упала ледяная статуя самого себя. Отчаявшийся Гомер замечает рядом с собой Маленького Помощника Санты и просит пса спасти его, но тот трусливо убегает. Мардж хочет спасти мужа, но лестница сгорает у неё в руках. От верной смерти Гомера спасает кот Симпсонов Снежок II. После этого случая Гомер полюбил кота, а Маленького Помощника Санты возненавидел!
Не только Гомер, весь Спрингфилд полюбил кота-героя, мэр Куимби даже переименовал Спрингфилдский собачий парк в Кошачий парк Снежка II. Параллельно с этим весь город возненавидел Помощника Санты за его трусость, а Гомер в интервью Кента Брокмана окончательно подтвердил, что у него нет собаки. Дети Симпсоны переживают за опозоренного пёсика и решают вернуть ему былую славу. Лиза ставит Помощнику Санты фильм «Рин-Тин-Тин» о собаке, которая добралась до Берлина и укусила Гитлера за зад. Лиза говорит псу быть похожим на героического пса из телевизора… и он тут же набрасывается на почтальона, похожего на Гитлера! Позже Помощник Санты съедает бургер Гомера, за что тот садит пса на цепь и уходит в дом, забыв на полу открытую банку пива «Дафф». Пёсик поднимает бутылку носом и, пытаясь выпить содержимое, поднимается на задние лапы. Это заметил проходящий мимо журналист. Он фотографирует чудо-пса, а позже глава компании «Дафф» Говард Дафф-Седьмой решает сделать из Маленького Помощника Санты новый талисман компании, попутно уволив предыдущего талисмана Даффмена. Говард тут же подписывает с Симпсонами контракт на участие Маленького Помощника Санты в рекламе пива «Дафф» (теперь пса зовут Стакан-Макдак). Узнав о всех наградах, которые Помощник Санты принесёт Симпсонам, Гомер вновь принимает пса в семью (и сразу же забывает о Снежке II). Но во время получения первого гонорара в студию врывается первый хозяин пса, который выставлял его на собачьи бега, а потом выгнал (в самой первой серии «Симпсонов»). Мужичок заявляет о своих правах на Помощника Санты, а в качестве доказательства того, что Симпсоны не являются хозяевами пса, он демонстрирует плёнку, на которой запечатлено как Гомер говорит о том, что у него нет собаки (отрывок из интервью, которое Гомер давал тогда, когда ненавидел Помощника Санты). Поэтому Барт лишается верного друга, а Гомер — гонорара, который теперь принадлежит первому хозяину Помощника Санты.
Барт скучает по верному псу, а того уже изрядно заездили по телевидению. И тогда Гомер решает вернуть Помощника Санты, простив ему его трусость. Для начала Симпсоны идут в комплекс «Миссионеры», где проживает уволенный Даффмен. Им быстро удаётся вернуть его к своей роли и он отправляется с семейкой на задание. Задача такова: Гомер притворится тонущим; люди захотят, чтобы его спас Маленький Помощник Санты, но он этого не сделает, ибо он трус; и тогда это сделает Даффмен. План почти удался: Помощник Санты отказался лезть в воду и его с позором выгнали из талисманов. Но Гомер начал переигрывать и привлёк внимание настоящей акулы. Спасти Гомера из воды Даффмен не против, а вот с акулой как-то драться не хочется. В результате Гомер бросает бочонок, за который он держался, чтобы не утонуть, и начал стремительно уплывать к берегу. А акула прокусила тот самый бочонок и мгновенно захмелела. Теперь акула мало того, что перестала пугать спрингфилдчан, так ещё и стала новым талисманом корпорации «Дафф» по имени Дафф-МакЗуб. А поскольку Маленький Помощник Санты перестал быть талисманом, то и старому хозяину он больше не нужен. Так что пёс возвращается в семью Симпсонов и всё возвращается на круги своя.